# Хадсон, Гарт
Эрик Гарт Хадсон (2 августа 1943, Виндзор, Онтарио — 21 января 2025). Канадский мультиинструменталист и композитор. Более известен как клавишник и саксофонист канадо-американской рок-группы The Band, в составе которой был включен в Зал славы Рок-н-Ролла в 1994 году. Хадсон был создателем фирменного звучания группы. Один из влиятельнейших клавишников и органистов в истории рок-музыки.
Помимо The Band, Хадсон выступал со многими артистами, такими как Bob Dylan, Pink Floyd, Elton John. На собранной им портативной студии в "Розовом доме" был записан первый бутлег-альбом в истории - альбом Боба Дилана "The Basement Tapes".

## Смерть
Эрик Гарт Хадсон скончался во сне в доме престарелых в Вудстоке, штат Нью-Йорк, 21 января 2025 года.

## Награды
Как участник The Band
- Премия "Джуно" Зала славы канадской музыки (1989)
- Зал славы рок-н-ролла (1994)
- Грэмми за жизненные достижения (2008)
- Аллея славы Канады (2014)